# Fortec Motorsport
Fortec Motorsport Ltd. es una escudería inglesa de automovilismo con base en Daventry, Reino Unido. La escudería fue fundada en 1995 por Richard Dutton.

## Resultados

### Categorías actuales

#### Campeonato GB3
| Temporada | Monoplaza               | Piloto              | Carreras | Victorias | Poles | VR | Podios | Puntos | Pos. |
| --------- | ----------------------- | ------------------- | -------- | --------- | ----- | -- | ------ | ------ | ---- |
| 2016      | Tatuus-Cosworth F4-016  | Tarun Reddy         | 23       | 0         | 0     | 0  | 4      | 284    | 6.º  |
| 2016      | Tatuus-Cosworth F4-016  | Faisal Al Zubair    | 23       | 0         | 0     | 0  | 0      | 196    | 12.º |
| 2017      | Tatuus-Cosworth F4-016  | Ben Hingeley        | 24       | 3         | 1     | 1  | 7      | 444    | 3.º  |
| 2017      | Tatuus-Cosworth F4-016  | Nicolai Kjærgaard   | 24       | 0         | 0     | 0  | 0      | 247    | 10.º |
| 2017      | Tatuus-Cosworth F4-016  | Manuel Maldonado    | 24       | 0         | 0     | 0  | 0      | 205    | 12.º |
| 2018      | Tatuus-Cosworth F4-016  | Tom Gamble          | 23       | 2         | 3     | 7  | 7      | 346    | 5.º  |
| 2018      | Tatuus-Cosworth F4-016  | Manuel Maldonado    | 23       | 2         | 0     | 0  | 2      | 292    | 7.º  |
| 2018      | Tatuus-Cosworth F4-016  | Tristan Charpentier | 15       | 0         | 0     | 0  | 1      | 166    | 12.º |
| 2018      | Tatuus-Cosworth F4-016  | Hampus Ericsson     | 6        | 0         | 0     | 0  | 1      | 64     | 21.º |
| 2019      | Tatuus-Cosworth F4-016  | Johnathan Hoggard   | 24       | 7         | 7     | 9  | 12     | 482    | 2.º  |
| 2019      | Tatuus-Cosworth F4-016  | Manuel Maldonado    | 24       | 1         | 0     | 1  | 5      | 348    | 6.º  |
| 2019      | Tatuus-Cosworth F4-016  | Kris Wright         | 24       | 0         | 0     | 0  | 0      | 126    | 16.º |
| 2020      | Tatuus-Cosworth F4-016  | Roberto Faria       | 13       | 0         | 0     | 0  | 1      | 152    | 14.º |
| 2020      | Tatuus-Cosworth F4-016  | Jonny Wilkinson     | 3        | 0         | 0     | 0  | 0      | 20     | 23.º |
| 2020      | Tatuus-Cosworth F4-016  | Frank Bird          | 3        | 0         | 0     | 0  | 0      | 13     | 24.º |
| 2021      | Tatuus-Cosworth F4-016  | Roberto Faria       | 24       | 1         | 0     | 3  | 9      | 360    | 5.º  |
| 2021      | Tatuus-Cosworth F4-016  | Mikkel Grundtvig    | 24       | 2         | 0     | 0  | 4      | 214    | 13.º |
| 2021      | Tatuus-Cosworth F4-016  | Oliver Bearman      | 9        | 1         | 2     | 1  | 4      | 163    | 14.º |
| 2021      | Tatuus-Cosworth F4-016  | Hunter Yeany        | 3        | 0         | 0     | 0  | 1      | 36     | 24.º |
| 2021      | Tatuus-Cosworth F4-016  | Luke Browning       | 3        | 1         | 0     | 0  | 1      | 35     | 25.º |
| 2021      | Tatuus-Cosworth F4-016  | Eduardo Coseteng    | 3        | 0         | 0     | 0  | 0      | 13     | 27.º |
| 2022      | Tatuus-Cosworth MSV-022 | Joel Granfors       | 24       | 2         | 3     | 0  | 11     | 460.5  | 2.º  |
| 2022      | Tatuus-Cosworth MSV-022 | Zak Taylor†         | 24       | 0         | 0     | 0  | 1      | 154.5  | 18.º |
| 2022      | Tatuus-Cosworth MSV-022 | Mikkel Grundtvig    | 18       | 2         | 0     | 0  | 3      | 135.5  | 21.º |

#### Campeonato GB4
| Temporada | Monoplaza      | Piloto         | Carreras | Victorias | Poles | VR | Podios | Puntos | Pos. |
| --------- | -------------- | -------------- | -------- | --------- | ----- | -- | ------ | ------ | ---- |
| 2022      | Tatuus F4-T014 | Nikolas Taylor | 24       | 9         | 9     | 10 | 14     | 546    | 1.º  |
| 2022      | Tatuus F4-T014 | Jessica Edgar  | 24       | 0         | 0     | 0  | 1      | 269    | 7.º  |
| 2022      | Tatuus F4-T014 | Elias Adestam  | 9        | 0         | 0     | 0  | 1      | 151    | 11.º |
| 2022      | Tatuus F4-T014 | Carl Bennett   | 3        | 0         | 0     | 0  | 0      | 25     | 21.º |

#### Campeonato de F4 Británica
| Temporada | Monoplaza     | Piloto              | Carreras | Victorias | Poles | VR | Podios | Puntos | Pos. | Pos. |
| --------- | ------------- | ------------------- | -------- | --------- | ----- | -- | ------ | ------ | ---- | ---- |
| 2015      | Mygale-Ford   | Dan Ticktum         | 27       | 3         | 3     | 5  | 10     | 242    | 6.º  | 4.º  |
| 2015      | Mygale-Ford   | James Pull          | 30       | 0         | 0     | 1  | 4      | 104    | 10.º | 4.º  |
| 2015      | Mygale-Ford   | Josh Smith          | 30       | 1         | 0     | 0  | 2      | 84     | 13.º | 4.º  |
| 2015      | Mygale-Ford   | Toby Sowery         | 15       | 0         | 0     | 0  | 1      | 80     | 14.º | 4.º  |
| 2016      | Mygale-Ford   | Alex Quinn          | 30       | 3         | 2     | 1  | 6      | 248    | 7.º  | 4.º  |
| 2016      | Mygale-Ford   | Jamie Caroline      | 17       | 1         | 0     | 0  | 5      | 181    | 10.º | 4.º  |
| 2016      | Mygale-Ford   | Nicolai Kjærgaard   | 30       | 0         | 0     | 0  | 0      | 50     | 13.º | 4.º  |
| 2016      | Mygale-Ford   | Ross Martin         | 9        | 0         | 0     | 0  | 1      | 21     | 15.º | 4.º  |
| 2016      | Mygale-Ford   | Frank Bird          | 30       | 0         | 0     | 0  | 0      | 3      | 19.º | 4.º  |
| 2017      | Mygale-Ford   | Oliver York         | 30       | 2         | 1     | 0  | 9      | 274.5  | 6.º  | 4.º  |
| 2017      | Mygale-Ford   | Hampus Ericsson     | 21       | 0         | 0     | 0  | 2      | 69     | 10.º | 4.º  |
| 2017      | Mygale-Ford   | Johnathan Hoggard   | 6        | 0         | 0     | 0  | 1      | 20     | 16.º | 4.º  |
| 2017      | Mygale-Ford   | Alexandra Mohnhaupt | 3        | 0         | 0     | 0  | 0      | 0      | 24.º | 4.º  |
| 2018      | Mygale-Ford   | Johnathan Hoggard   | 30       | 8         | 6     | 2  | 10     | 339    | 3.º  | 4.º  |
| 2018      | Mygale-Ford   | Hampus Ericsson     | 21       | 0         | 0     | 0  | 0      | 54     | 11.º | 4.º  |
| 2018      | Mygale-Ford   | Lucca Allen         | 27       | 0         | 0     | 0  | 0      | 29     | 14.º | 4.º  |
| 2019      | Mygale-Ford   | Roberto Faria       | 30       | 0         | 0     | 0  | 0      | 99     | 11.º | 6.º  |
| 2019      | Mygale-Ford   | Mariano Martínez    | 30       | 0         | 0     | 0  | 0      | 49     | 12.º | 6.º  |
| 2019      | Mygale-Ford   | Chris Lulham        | 3        | 0         | 0     | 0  | 0      | 16     | 15.º | 6.º  |
| 2020      | Mygale-Ford   | Roberto Faria       | 15       | 0         | 1     | 0  | 2      | 106    | 10.º | 2.º  |
| 2020      | Mygale-Ford   | Rafael Villagómez   | 17       | 0         | 0     | 0  | 1      | 47     | 11.º | 2.º  |
| 2020      | Mygale-Ford   | Luke Browning       | 26       | 7         | 5     | 7  | 16     | 412.5  | 1.º  | 2.º  |
| 2021      | Mygale-Ford   | Joel Granfors       | 29       | 1         | 0     | 4  | 8      | 240    | 4.º  | 1.º  |
| 2021      | Mygale-Ford   | James Hedley †      | 29       | 4         | 2     | 1  | 8      | 226    | 5.º  | 1.º  |
| 2021      | Mygale-Ford   | Oliver Gray         | 27       | 2         | 2     | 1  | 2      | 173    | 7.º  | 1.º  |
| 2022      | Tatuus-Abarth | Marcos Flack        | 6        | 0         | 0     | 0  | 0      | 4      | 20.º | 7.º  |
| 2022      | Tatuus-Abarth | James Higgins       | 6        | 0         | 0     | 0  | 0      | 0      | 22.º | 7.º  |

### Categorías anteriores

#### Fórmula Renault 3.5 Series
| Temporada | Monoplaza           | Piloto            | Carreras | Victorias | Poles | VR | Podios | Puntos | Pos. | Pos. |
| --------- | ------------------- | ----------------- | -------- | --------- | ----- | -- | ------ | ------ | ---- | ---- |
| 2007      | Dallara T05–Renault | James Walker      | 17       | 1         | 0     | 0  | 1      | 19     | 19.º | 12.º |
| 2007      | Dallara T05–Renault | Yelmer Buurman    | 4        | 0         | 0     | 0  | 0      | 15     | 20.º | 12.º |
| 2007      | Dallara T05–Renault | Richard Philippe  | 11       | 0         | 0     | 0  | 0      | 0      | 33.º | 12.º |
| 2007      | Dallara T05–Renault | Esteban Guerrieri | 2        | 0         | 0     | 0  | 0      | 0      | 39.º | 12.º |
| 2008      | Dallara T05–Renault | James Walker      | 17       | 0         | 0     | 0  | 1      | 36     | 13.º | 9.º  |
| 2008      | Dallara T05–Renault | Fairuz Fauzy      | 13       | 0         | 0     | 0  | 1      | 17     | 18.º | 9.º  |
| 2008      | Dallara T05–Renault | Julian Theobald   | 4        | 0         | 0     | 0  | 0      | 0      | 33.º | 9.º  |
| 2009      | Dallara T08–Renault | Fairuz Fauzy      | 17       | 1         | 1     | 1  | 5      | 98     | 2.º  | 5.º  |
| 2009      | Dallara T08–Renault | Sten Pentus       | 13       | 0         | 0     | 0  | 1      | 23     | 16.º | 5.º  |
| 2010      | Dallara T08–Renault | Sten Pentus       | 17       | 2         | 1     | 2  | 4      | 78     | 4.º  | 4.º  |
| 2010      | Dallara T08–Renault | Jon Lancaster     | 17       | 0         | 0     | 0  | 1      | 39     | 13.º | 4.º  |
| 2011      | Dallara T08–Renault | Alexander Rossi   | 17       | 3         | 0     | 2  | 6      | 39     | 3.º  | 2.º  |
| 2011      | Dallara T08–Renault | César Ramos       | 17       | 0         | 2     | 0  | 0      | 47     | 11.º | 2.º  |
| 2012      | Dallara T12–Zytek   | Robin Frijns      | 17       | 3         | 4     | 1  | 8      | 189    | 1.º  | 3.º  |
| 2012      | Dallara T12–Zytek   | Carlos Huertas    | 17       | 0         | 0     | 0  | 0      | 35     | 16.º | 3.º  |
| 2013      | Dallara T12–Zytek   | Stoffel Vandoorne | 17       | 4         | 3     | 2  | 10     | 214    | 2.º  | 2.º  |
| 2013      | Dallara T12–Zytek   | Oliver Webb       | 17       | 0         | 0     | 0  | 0      | 27     | 14.º | 2.º  |
| 2014      | Dallara T12–Zytek   | Oliver Rowland    | 17       | 2         | 3     | 1  | 7      | 181    | 4.º  | 2.º  |
| 2014      | Dallara T12–Zytek   | Serguéi Sirotkin  | 17       | 1         | 1     | 0  | 4      | 132    | 5.º  | 2.º  |
| 2015      | Dallara T12–Zytek   | Oliver Rowland    | 17       | 8         | 7     | 4  | 13     | 307    | 1.º  | 1.º  |
| 2015      | Dallara T12–Zytek   | Jazeman Jaafar    | 17       | 1         | 1     | 1  | 4      | 118    | 8.º  | 1.º  |

#### Fórmula V8 3.5 Series
| Temporada | Monoplaza         | Piloto            | Carreras | Victorias | Poles | VR | Podios | Puntos | Pos. | Pos. |
| --------- | ----------------- | ----------------- | -------- | --------- | ----- | -- | ------ | ------ | ---- | ---- |
| 2016      | Dallara T12–Zytek | Louis Delétraz    | 18       | 2         | 3     | 5  | 9      | 230    | 2.º  | 4.º  |
| 2016      | Dallara T12–Zytek | Pietro Fittipaldi | 18       | 0         | 0     | 0  | 1      | 60     | 10.º | 4.º  |
| 2017      | Dallara T12–Zytek | Alfonso Celis Jr. | 6        | 1         | 1     | 1  | 3      | 75     | 4.º  | 3.º  |
| 2017      | Dallara T12–Zytek | Diego Menchaca    | 6        | 0         | 0     | 0  | 0      | 36     | 7.º  | 3.º  |

#### Campeonato Europeo de Fórmula 3 de la FIA
| Temporada | Monoplaza        | Piloto              | Carreras | Victorias | Poles | VR | Podios | Puntos | Pos. | Pos. |
| --------- | ---------------- | ------------------- | -------- | --------- | ----- | -- | ------ | ------ | ---- | ---- |
| 2013      | Dallara–Mercedes | Luis Felipe Derani  | 30       | 0         | 0     | 0  | 3      | 143    | 8.º  | 4.º  |
| 2013      | Dallara–Mercedes | Félix Serrallés     | 29       | 0         | 0     | 1  | 2      | 104    | 11.º | 4.º  |
| 2013      | Dallara–Mercedes | Josh Hill           | 15       | 0         | 0     | 0  | 1      | 56     | 12.º | 4.º  |
| 2013      | Dallara–Mercedes | John Bryant-Meisner | 6        | 0         | 0     | 0  | 0      | 2      | 25.º | 4.º  |
| 2013      | Dallara–Mercedes | Dmitry Suranovich   | 3        | 0         | 0     | 0  | 0      | 0      | 33.º | 4.º  |
| 2013      | Dallara–Mercedes | Alfonso Celis Jr.   | 3        | 0         | 0     | 0  | 0      | 0      | 34.º | 4.º  |
| 2013      | Dallara–Mercedes | Ed Jones            | 3        | 0         | 0     | 0  | 0      | 0      | NC   | 4.º  |
| 2014      | Dallara–Mercedes | Mitch Gilbert       | 0        | 0         | 0     | 0  | 0      | 28     | 16.º | 7.º  |
| 2014      | Dallara–Mercedes | Alfonso Celis Jr.   | 0        | 0         | 0     | 0  | 0      | 0      | 29.º | 7.º  |
| 2014      | Dallara–Mercedes | Hongwei Cao         | 0        | 0         | 0     | 0  | 0      | 0      | NC   | 7.º  |
| 2014      | Dallara–Mercedes | John Bryant-Meisner | 0        | 0         | 0     | 0  | 0      | 6      | 21.º | 7.º  |
| 2014      | Dallara–Mercedes | Santino Ferrucci    | 0        | 0         | 0     | 0  | 0      | 24     | 19.º | 7.º  |
| 2015      | Dallara–Mercedes | Pietro Fittipaldi   | 0        | 0         | 0     | 0  | 0      | 32     | 17.º | 8.º  |
| 2015      | Dallara–Mercedes | Matthew Rao         | 0        | 0         | 0     | 0  | 0      | 0      | 29.º | 8.º  |
| 2015      | Dallara–Mercedes | Hongwei Cao         | 0        | 0         | 0     | 0  | 0      | 0      | 30.º | 8.º  |
| 2015      | Dallara–Mercedes | Wing Chung Chang    | 0        | 0         | 0     | 0  | 0      | 0      | 36.º | 8.º  |
| 2015      | Dallara–Mercedes | Zhi Cong Li         | 0        | 0         | 0     | 0  | 0      | 0      | 37.º | 8.º  |

### Eurofórmula Open
| Temporada | Monoplaza           | Piloto           | Carreras | Victorias | Poles | VR | Podios | Puntos | Pos.  | Pos. |
| --------- | ------------------- | ---------------- | -------- | --------- | ----- | -- | ------ | ------ | ----- | ---- |
| 2016      | Dallara-Toyota F312 | Igor Waliłko     | 8        | 0         | 0     | 0  | 0      | 50     | 10.º  | 5.º  |
| 2016      | Dallara-Toyota F312 | Sam MacLeod      | 2        | 0         | 0     | 0  | 0      | 8      | 19.º  | 5.º  |
| 2017      | Dallara-Toyota F312 | Jannes Fittje    | 10       | 0         | 0     | 0  | 2      | 159    | 5.º†  | 5.º  |
| 2017      | Dallara-Toyota F312 | Yan Leon Shlom   | 4        | 0         | 0     | 0  | 0      | 0      | 23.º  | 5.º  |
| 2017      | Dallara-Toyota F312 | Ben Hingeley     | 8        | 0         | 0     | 0  | 0      | 44     | 11.º  | 5.º  |
| 2017      | Dallara-Toyota F312 | Najiy Razak      | 2        | 0         | 0     | 0  | 0      | 0      | 21.º  | 5.º  |
| 2017      | Dallara-Toyota F312 | Petru Florescu   | 10       | 0         | 0     | 0  | 0      | 45     | 10.º† | 5.º  |
| 2017      | Dallara-Toyota F312 | Aleksey Chuklin  | 4        | 0         | 0     | 0  | 0      | 1      | 21.º  | 5.º  |
| 2018      | Dallara-Toyota F312 | Petru Florescu   | 2        | 0         | 1     | 0  | 0      | 21     | 13.º† | 6.º  |
| 2018      | Dallara-Toyota F312 | Raúl Guzmán      | 2        | 0         | 0     | 0  | 0      | 0      | 21.º  | 6.º  |
| 2018      | Dallara-Toyota F312 | Aldo Festante    | 4        | 0         | 0     | 0  | 0      | 29     | 9.º†  | 6.º  |
| 2018      | Dallara-Toyota F312 | Calan Williams   | 12       | 0         | 0     | 0  | 0      | 25     | 11.º  | 6.º  |
| 2019      | Dallara- F317       | Cameron Das      | 8        | 0         | 0     | 0  | 0      | 54     | 12.º† | 5.º  |
| 2019      | Dallara- F317       | Manuel Maldonado | 4        | 0         | 0     | 0  | 0      | 0      | 14.º  | 5.º  |
| 2019      | Dallara- F317       | Calan Williams   | 18       | 0         | 0     | 0  | 0      | 53     | 13.º  | 5.º  |

## Línea de tiempo
| Categorías actuales                         | Categorías actuales             |
| ------------------------------------------- | ------------------------------- |
| Campeonato de F4 Británica                  | 2015–                           |
| Campeonato GB3                              | 2016–                           |
| Campeonato GB4                              | 2022–                           |
| Categorías pasadas                          |                                 |
| Fórmula 3 Británica                         | 1992–2014                       |
| Fórmula 3000 Internacional                  | 1999–2000                       |
| Fórmula Renault 2.0 Británica               | 1999–2011                       |
| Euro Fórmula 3000                           | 2001                            |
| Eurocopa de Fórmula Renault                 | 2002–2004, 2008–2009, 2011–2018 |
| Formula BMW UK                              | 2004–2007                       |
| Fórmula 3 Euroseries                        | 2006, 2012                      |
| World Series Fórmula V8 3.5                 | 2007–2017                       |
| Formula BMW Europe                          | 2008–2010                       |
| Fórmula Renault 2.0 Británica               | 2010–2012                       |
| Fórmula Abarth                              | 2011–2013                       |
| Copa de Europa del Norte de Fórmula Renault | 2011–2018                       |
| Campeonato de Italia de Fórmula 3           | 2012                            |
| Fórmula Renault 2.0 Alpes                   | 2012, 2014–2015                 |
| Campeonato Europeo de Fórmula 3 de la FIA   | 2012–2015                       |
| FIA GT Series                               | 2013                            |
| GT World Challenge Europe Endurance Cup     | 2013                            |
| Campeonato Británico GT                     | 2013                            |
| Fórmula Renault 2.0 Británica               | 2013–2014                       |
| GT World Challenge Europe Sprint Cup        | 2014                            |
| Campeonato de Italia de Fórmula 4           | 2014                            |
| Eurofórmula Open                            | 2016–2019                       |